# غریبه‌ها (مردگان متحرک)
غریبه‌ها (به انگلیسی: Strangers) دومین قسمت از فصل پنجم سریال پسارستاخیزی ترسناک مردگان متحرک است. این قسمت در تاریخ ۱۹ اکتبر ۲۰۱۴ از شبکه کابلی ای‌ام‌سی به نمایش درآمد. رابرت کرکمن نویسنده و دیوید بوید کارگردانی این قسمت را برعهده داشتند.